# محمد كاظم الشيرازي
الشيخ محمد كاظم بن حيدر الشيرازي (1292 هـ - 1367 هـ). هو رجل دين ومرجع شيعي إيراني أصله من شيراز، واستوطن كربلاء والنجف.

## ولادته ونشأته
ولد عام 1292 هـ بمدينة شيراز، ولما بلغ الثامنة من عمره سافر مع أبيه إلى كربلاء للزيارة، فمكث مع أبيه مدة وتعلم خلالها قراءة القرآن والكتابة وبعض المقدمات في العربية، ثم عاد مع أبيه إلى شيراز، وأقام مدة فيها اشتغل خلالها بدراسة المقدمات في الفقه والأصول.

## هجرته إلى العراق
عاد إلى كربلاء في وقت لاحق حين بلغ من العمر خمسة عشر سنة تاركاً أهله في شيراز، ومكث فترة فيها وأخذ في دراسة الفقه والأصول. وثم انتقل إلى سامراء عام 1310 هـ واتصل بمحمد حسن الشيرازي الذي رعاه رعاية خاصة، ثمّ لازم درس محمد تقي الشيرازي، وبقي ملازماً له لا يفارق حوزته حتى تُوفي. فانتقل إلى النجف حيث استقل بالبحث والتدريس والتأليف، ثُمّ صار من مراجع التقليد بتصديه للمرجعية بعد وفاة المرجع أبو الحسن الأصفهاني.

## من أساتذته
1. محمد حسن الشيرازي. المعروف بالمجدد الشيرازي الأول الذي قاد ثورة التبغ في إيران.
2. محمد تقي الشيرازي. قائد ثورة العشرين في العراق.
3. حسن علي الطهراني.
4. محمد علي الشيرازي]].
5. محمد الفشاركي.

## من تلامذته
الشيخ محمد تقي بهجة الفومني، الشيخ حسين وحيد الخراساني، الشيخ لطف الله الصافي الكلبايكاني، محمد الروحاني، تقي الطباطبايي القمي، محمد علي سبط الشيخ الأنصاري، الشيخ بهاء الدين المحلاتي الشيرازي، الشهيد عبد الحسين دستغيب، الشيخ محمد رضا البروجردي، محمد حسين الشيرازي، مرتضى الفيروزآبادي، الشيخ محمد تقي الجعفري، الشيخ علي كاشف الغطاء، الشيخ راضي آل ياسين، الشيخ علي الخراساني، جعفر المرعشي، إسماعيل الصدر، هادي التبريزي، علي البهشتي.

## من مؤلّفاته
- بلغة الطالب في الحاشية على المكاسب.
- حاشية على رسائل الشيخ الأنصاري.
- حاشية على العروة الوثقى. هذا الكتاب حاشيةٌ على كتاب العروة الوثقى لمحمد كاظم الطباطبائي اليزدي.
- تعليقات على كتاب الدرر.
- دورة كاملة في الأصول.
- مسائل فقهية متفرقة.
- المسائل الفقهية.
- مناسك حج. (باللغة الفارسية).
- رسالة في صلاة الجماعة.
- رسالة في الخلل.

## وفاته
تُوفّي في الثاني والعشرين من جمادى الأُولى 1367ه بالنجف، وصلّى على جثمانه جعفر بحر العلوم، ودُفن في الصحن العلوي للإمام علي().

### إشارات مرجعية
1. ↑  النجف، محمد أمين. أعيان الشيعة. ص. 9/401.